# NGC 22
NGC 22 este o galaxie spirală din constelația Pegas. A fost descoperită în 1883 de Édouard Stephan.

## Vezi și
- NGC 21
- NGC 23